# Dork
Dork è un EP degli AFI pubblicato il 13 marzo 1993 dalla Key Lime Pie Records in formato 7".

## Il disco
Dork è la prima incisione degli AFI.
L'EP fu stampato in tiratura limitata a sole 222 copie: dodici furono utilizzate per promuoverlo, solo 210 copie vennero vendute. L'EP non è mai stato ristampato ufficialmente.
La copertina dell'EP è l'immagine del batterista della band Adam Carson.

## Tracce
1. Red Hat – 1:17
2. Self Pity – 0:56
3. Ny-Quil – 1:48

## Formazione
- Davey Havok – voce
- Mark Stopholese – chitarra, voce secondaria
- Geoff Kresge – basso, voce secondaria
- Adam Carson – batteria, voce secondaria